# Jean-Baptiste Guenepin
Jean-Baptiste François Guenepin, né à Noli en Italie le 25 juillet 1807 et décédé à Paris le 4 janvier 1888, est un architecte français fils d'un militaire français, Joseph François Clair Guenepin (1781-1845) et d'une Italienne, Maria Rosa Guidi (1783-1832). Marié avec Estelle Choquet (1812-1875) et petit cousin d'Auguste Guenepin, il a exercé à Paris et aux environs.

## Biographie
En 1826, il est admis en seconde classe de l'école royale des beaux-arts, section d'architecture.
En 1837, il remporte le Grand Prix de Rome d'architecture.
De 1838 à 1842, il séjourne à Rome, en tant que pensionnaire de la villa Médicis alors dirigée par Dominique Ingres.
En 1843, il reçoit la distinction de chevalier de la Légion d'honneur.
Il est architecte voyer de la ville de Paris, professeur libre d'architecture et membre du jury de l'école des Beaux-Arts.
Il meurt le 4 janvier 1888 et est enterré au cimetière du Père-Lachaise (14e division).

## Principales réalisations
- Mairie du 5e arrondissement de Paris, avec Jacques Hittorff et Victor Calliat (1846-1849).
- Restauration de l'église Saint-Pierre de Montfort-l'Amaury (1848).
- Agrandissement de l'église Saint-Pierre-Saint-Paul de Courbevoie (1868-1870).

## Famille
Parenté entre Jean François Jean-Baptiste Guenepin et Auguste Jean Marie Guenepin : 
- Estienne Guenepin (1676-1749), marié en 1698 à Françoise Hutinet (1666- )
  - Nicolas Guenepin (1705-1740), laboureur à Provenchères-sur-Meuse, marié en 1737 à Marguerite Louise Polin (1713-1746 )
    - Jean François Guenepin (1737-1788), orfèvre, marié à Paris en 1778 à Marie Vanelle(1744-)
      - Joseph François Clair Guenepin (1781-1845), gendarme dans l'armée Napoléonienne, instituteur, professeur, marié à Noli en 1806 à Maria Rosa Guidi (1783-1832)
        - Jean François Jean-Baptiste Guenepin (1807-1888), marié en 1843 à Madeleine Estelle Choquet (1812-1875)
        - Joseph Jean-François Guenepin (1809-1894), marié en 1842 à Marie Anne Paillet (1803-1855)

  - Jean François Guenepin (vers 1720-1781), conseiller du roi, avocat au parlement, marié en 1750 à Marie Courtier (1725-1792)
    - Étienne François Edmé Guenepin (1752-1827), avocat au parlement de Paris, marié à Paris en 1779 à Marie Madeleine Delfau (1753-1808)
      - Auguste Jean Marie Guenepin (1780-1842), architecte, marié en 1817 à Aimée Desenne (1795-1878)
        - Auguste Louis Jean Étienne Guenepin (1822-1890), architecte, marié en 1855 à Berthe Meunier(1831-1871)
          - Godebert Auguste Guenepin (1856-1928), magistrat, marié en 1891 à Louise Fenestre (1870-1962)
          - Jean Louis Gaston Guenepin (1860-1901), juriste, marié en 1895 à Marthe Ranchon (1871-1930)